# Falut
O Monte Phalut ou Falut (3600 m) é o segundo mais alto no estado de Bengala Ocidental, na Índia. Parte da Cordilheira Singalila no Himalaia, fica na fronteira entre os estados de Bengala Ocidental e Sikkim, e o Nepal. 